# Areïthoüs
Areïthoüs (Oudgrieks: Ἀρηίθοος / Arēíthoös) was koning van het Boeotische Arne.
Hij stond bekend als een woest krijgsman, met de bijnaam "knotszwaaier" (κορυνήτης / korynḗtēs), omdat hij met een ijzeren knots vocht. Koning Lycurgus van Arcadië overviel hem in een holle weg, velde hem en ontnam hem zijn wapen, dat hij later aan zijn dienaar Ereuthalion naliet. Op de plaats waar hij viel was het graf van Areïthoüs.
Bij Philomedusa verwekte hij Menesthius, die aan de kant van Troje streed tijdens de Trojaanse Oorlog.

## Referentie
- art. Areïthous, in F. Lübker - trad. ed. J.D. Van Hoëvell, Classisch Woordenboek van Kunsten en Wetenschappen, Rotterdam, 1857, p. 95.